# Công quốc Sachsen-Coburg-Saalfeld
Sachsen-Coburg-Saalfeld là một trong những Công quốc Sachsen do dòng Ernestine của Nhà Wettin nắm quyền. Được thành lập vào năm 1699, Công quốc Sachsen-Coburg-Saalfield tồn tại cho đến khi cải tổ các lãnh thổ Ernestine xảy ra sau sự tuyệt tự của dòng Sachsen-Gotha vào năm 1825, trong đó Công quốc Sachsen-Coburg-Saalfeld tiếp nhận Gotha, nhưng bị mất Saalfeld cho Công quốc Sachsen-Meiningen. Kể từ dấu mốc này Sachsen-Coburg-Saalfeld được đổi thành Sachsen-Coburg và Gotha và khai sinh ra Vương tộc Sachsen-Coburg và Gotha nắm quyền quân chủ của nhiều vương quốc ở châu Âu trong thế kỷ XIX và XX thông qua tiến cử và hôn nhân. 
Nhà cai trị quan trọng nhất của Sachsen-Coburg-Saalfeld chính là vị công tước áp chót Franz Friedrich, tổ tiên phụ hệ của nhiều vương tộc ở châu Âu, trong đó có Vương quốc Anh (từ vua Edward VII của Anh đến Nữ vương Elizabeth II), Vương quốc Bỉ (từ năm 1831 đến tận ngày nay), Vương quốc Bulgaria (từ năm 1887 đến khi chế độ quân chủ bị bãi bỏ), Vương quốc Bồ Đào Nha (từ năm 1833 đến 1910). 